# Grano di Santa Barbara
Il grano di Santa Barbara è una delle tradizioni natalizie più popolari  del sud della Francia, in particolare in Provenza.

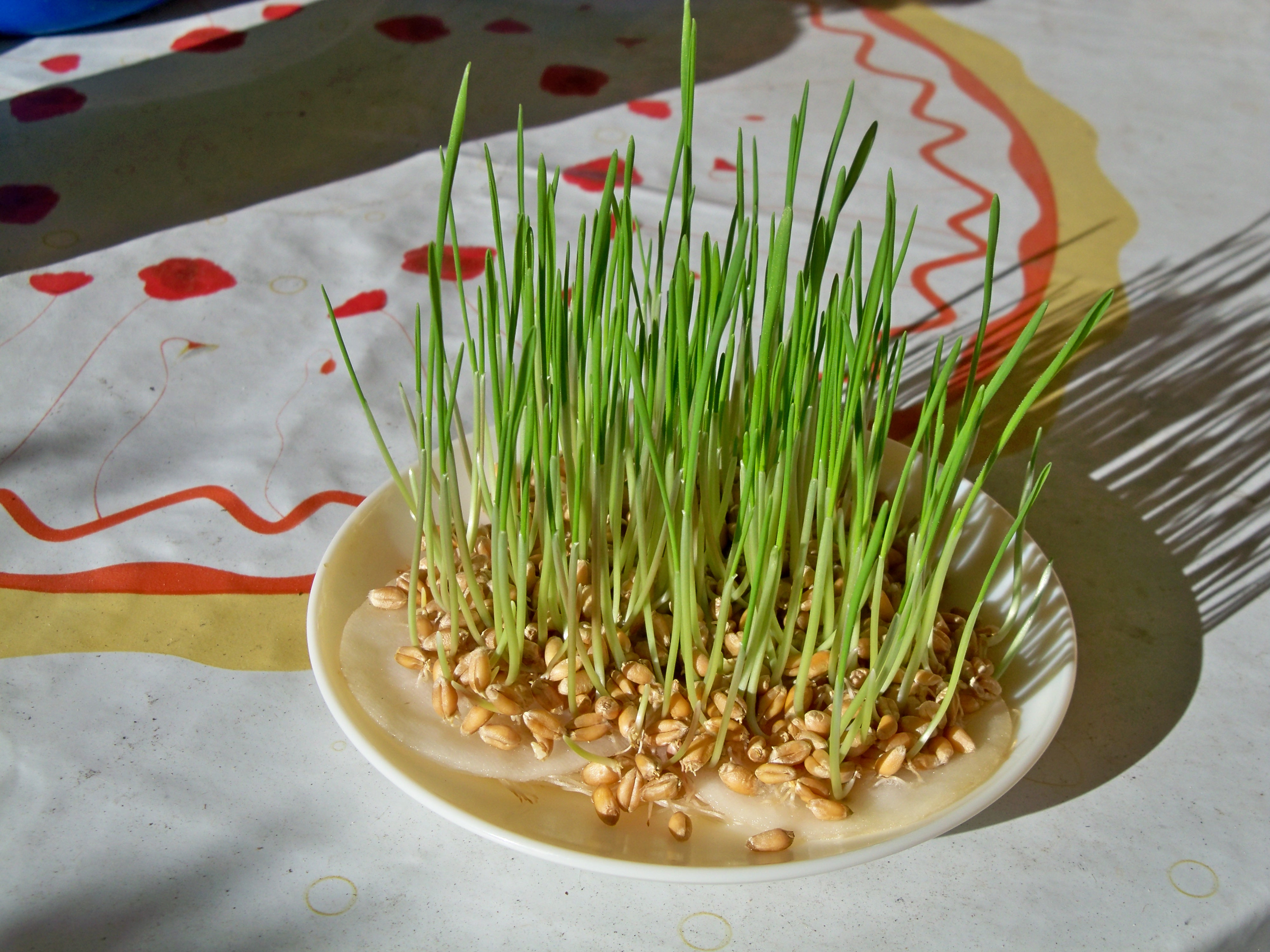
Grano di Santa Barbara

Si svolge ogni anno, il 4 dicembre, il giorno di Santa Barbara.
La tradizione è di seminare semi di grano che vengono disposti in tre piattini detti "seitoun" coperte di cotone umido e lasciati germogliare. Il grano di Santa Barbara ben germogliato è simbolo di prosperità per l'anno nuovo: un detto popolare (in provenzale) dice: Quand lou blad vèn bèn, tout vèn bèn!, ossia "Quando il grano viene bene, tutto va bene!". Si possono anche utilizzare le lenticchie e i ceci.
Questi piattini, che simboleggiano la Santissima Trinità, fanno parte della decorazione della tavola della Vigilia di Natale. Il 25 dicembre, la madre di famiglia adorna questi grani di nastri gialli e rossi.  A partire dal 26 dicembre, i chicchi vengono collocati vicino al presepe, fino all'Epifania.
Da notare che in Grecia, la sera del 4 dicembre, il grano di Santa Barbara è anche festeggiato in particolare nelle chiese di Cefalonia, dove è benedetta una zuppa di grano.